# فیل دانستر
فیلیپ جیمز دانستر (انگلیسی: Philip James Dunster) (زادهٔ ۳۱ مارس ۱۹۹۲) بازیگر انگلیسی است. او عمدتاً برای نقش‌هایش در سریال درام حمله متقابل (۲۰۱۸–۲۰۱۷)، سریال علمی-تخیلی هیومنز (۲۰۱۸)، سریال کمدی-درام مشکلی با مگی کول (۲۰۲۰)، سریال ورزشی اپل تی‌وی پلاس تد لاسو (۲۰۲۳–۲۰۲۰) و تریلر آمازون پرایم ساعت شیطانی (۲۰۲۲) شناخته می‌شود.